# Praravinia
Praravinia là một chi thực vật có hoa trong họ Thiến thảo (Rubiaceae).

## Loài
Chi Praravinia gồm các loài: